# Biblioteca de la Academia de Ciencias de Rusia
La Biblioteca de la Academia de Ciencias de Rusia (en ruso: Библиотека Российской академии наук, romanizado: Biblioteka Rossíiskoi Akademii Nauk) fundada por decreto del zar Pedro I el Grande en 1714, es una biblioteca de titularidad estatal con sede en San Petersburgo en la calle Birzhevaya liniya, 1, en la isla Vasílievski y abierta al uso de los empleados de la institución y de eruditos de otras corporaciones científicas y educativas. Forma parte de la Academia, e incluye, además de la colección central, las colecciones bibliográficas alojadas en instituciones académicas especializadas de San Petersburgo y otras ciudades.
Desde 1747, todas las instituciones académicas y desde 1783 todos los editores del país han sido obligados legalmente a dotar a la biblioteca con una copia gratuita de cada publicación. Entre 1728 y 1924, sus colecciones fueron almacenadas en el edificio de la Kunstkamera; en la década de 1920, ingresaron en la biblioteca muchos ejemplares que habían sido confiscados por los bolcheviques. En 1925, las colecciones se trasladaron a un nuevo edificio erigido diez años atrás y que se había empleado como hospital militar durante la Primera Guerra Mundial. La biblioteca superó sin pérdidas irreversibles la dura prueba del sitio de Leningrado (1941-1944). En febrero de 1988, sufrió un devastador incendio que destruyó o dañó parte significativa de su acervo. En la actualidad, sus colecciones superan los 20 millones de ejemplares.